# Noailhac (Corrèze)
 Noailhac  (en occitano Noalhac) es una comuna y población de Francia, en la región de Lemosín, departamento de Corrèze, en el distrito de Brive-la-Gaillarde y cantón de Meyssac.
Su población en el censo de 2008 era de 339 habitantes.
Está integrada en la Communauté de communes des Villages du Midi Corrézien.

## Demografía
| 337 | 276 | 242 | 266 | 276 | 310 | 339 |
| Para los censos de 1962 a 1999 la población legal corresponde a la población sin duplicidades (Fuente: INSEE [Consultar]) |     |     |     |     |     |     |